# Pellucistoma scrippsi
Pellucistoma scrippsi is een mosselkreeftjessoort uit de familie van de Cytheromatidae. De wetenschappelijke naam van de soort is voor het eerst geldig gepubliceerd in 1959 door Benson.